# Liga Leumit 1970-1971 (pallacanestro)
La Liga Leumit 1970-1971 è stata la 17ª edizione del massimo campionato israeliano di pallacanestro maschile. La vittoria finale è stata ad appannaggio del Maccabi Tel Aviv.

## Regular season
|  |     | Squadra                 | G  | V  | P  | PF   | PS   | PF/PS | Pt | Qualificazione            |
|  | --- | ----------------------- | -- | -- | -- | ---- | ---- | ----- | -- | ------------------------- |
|  | 1.  | Maccabi Tel Aviv        | 22 | 22 | 0  | 2336 | 1590 | +746  | 44 |                           |
|  | 2.  | Hapoel Tel Aviv         | 22 | 20 | 2  | 1971 | 1673 | +298  | 42 |                           |
|  | 3.  | H. Giv'at Brenner/Na'an | 22 | 14 | 8  | 1858 | 1809 | +49   | 36 |                           |
|  | 4.  | Hapoel Megiddo          | 22 | 14 | 8  | 1782 | 1758 | +24   | 36 |                           |
|  | 5.  | Hapoel Holon            | 22 | 11 | 11 | 1660 | 1674 | -14   | 33 |                           |
|  | 6.  | Hapoel Haifa            | 22 | 11 | 11 | 1769 | 1814 | -45   | 33 |                           |
|  | 7.  | Hapoel Nir David        | 22 | 11 | 11 | 1668 | 1761 | -93   | 33 |                           |
|  | 8.  | Maccabi Ramat Gan       | 22 | 8  | 14 | 1636 | 1682 | -46   | 30 |                           |
|  | 9.  | Maccabi Haifa           | 22 | 8  | 14 | 1593 | 1818 | -225  | 30 |                           |
|  | 10. | Hapoel Kiryat Haim      | 22 | 7  | 15 | 1675 | 1815 | -140  | 29 |                           |
|  | 11. | Hapoel Ashdot Ya'akov   | 22 | 4  | 18 | 1662 | 1905 | -243  | 26 | retrocesse in Liga Artzit |
|  | 12. | H. Petah Tiqwa          | 22 | 2  | 20 | 1548 | 1859 | -311  | 24 | retrocesse in Liga Artzit |

## Squadra vincitrice
|    | Naz.                                        | Ruolo | Sportivo           | Anno | Alt. |  |  |
| -- | ------------------------------------------- | ----- | ------------------ | ---- | ---- |  |  |
| 4  | Israele (bandiera)                          |       | Doron Uliphent     |      |      |  |  |
| 5  | Israele (bandiera)                          | G     | Eli Koren          | 1950 | 190  |  |  |
| 6  | Stati Uniti (bandiera) · Israele (bandiera) | G     | Tal Brody          | 1943 | 186  |  |  |
| 7  | Israele (bandiera)                          | AG    | Josef Leja         | 1948 | 205  |  |  |
| 8  | Israele (bandiera)                          | P     | Haim Starkman      | 1944 | 178  |  |  |
| 9  | Stati Uniti (bandiera)                      | PG    | Bob McMahon        |      |      |  |  |
| 10 | Israele (bandiera)                          | AP    | Amnon Avidan       | 1943 | 188  |  |  |
| 11 | Israele (bandiera)                          | A     | Mike Schwartz      | 1949 | 194  |  |  |
| 12 | Israele (bandiera)                          | C     | Tanhum Cohen-Mintz | 1939 | 204  |  |  |
| 13 | Israele (bandiera)                          | C     | Roni Green         | 1944 | 204  |  |  |
| 14 | Israele (bandiera)                          | C     | Gabi Neumark       | 1946 | 198  |  |  |
| 15 | Israele (bandiera)                          |       | Isaia Blumned      |      |      |  |  |
|    | Israele (bandiera)                          | ALL   | Ralph Klein        |      |      |  |  |